# Styloleptus thompsoni
Styloleptus thompsoni är en skalbaggsart som först beskrevs av Fisher 1948.  Styloleptus thompsoni ingår i släktet Styloleptus och familjen långhorningar. Inga underarter finns listade i Catalogue of Life.